# 26852 Miyamototakashi
26852 Miyamototakashi è un asteroide della fascia principale. Scoperto nel 1992, presenta un'orbita caratterizzata da un semiasse maggiore pari a 2,587904 UA e da un'eccentricità di 0,210785, inclinata di 15,584012° rispetto all'eclittica. Ha un diametro di 3,731 km.